# Сохачевский уезд
Сохачевский уезд — административная единица в составе Варшавской губернии Российской империи, существовавшая c 1837 года по 1919 год. Административный центр — город Сохачев.

## История
Уезд образован в 1837 году в составе Мазовецкой губернии. С 1844 года — в Варшавской губернии. В 1919 году преобразован в Сохачевский повят Варшавского воеводства Польши.

## Население
По переписи 1897 года население уезда составляло 64 327 человек, в том числе в городе Сохачев — 6038 жит.

### Национальный состав
Национальный состав по переписи 1897 года:
- поляки — 52 564 чел. (81,7 %),
- немцы — 6198 чел. (9,6 %),
- евреи — 5167 чел. (8,0 %),

## Административное деление
В 1913 году в состав уезда входило 10 гмин: 
| - Глуск — с. Леонцин, - Илов — пос. Илов, - Кампинос — с. Кампинос, - Козлов-Бискупий — с. Суха, - Лазы — с. Лазы, | - Млодзешин — с. Млодзешин, - Рыбно — с. Рыбно, - Туловице — с. Вильче, - Ходаков — с. Нова-Весь, - Шиманов — с. Павлувек. |